# Нильсен, Йорген
Йорген Нильсен (дат. Jørgen Nielsen; род. 6 мая 1971, Нюкёбинг) — датский футболист, вратарь.

## Карьера
Нильсен перешёл в «Ливерпуль» в 1997 году и был игроком команды в течение 5 лет, однако так ни разу и не вышел на поле, постоянно оставаясь в качестве игрока замены. Тем не менее, 27 сентября 1999 года его вратарский свитер был использован в дерби против «Эвертона», когда на 77-й минуте матча в рамках Премьер-лиги игрок «синих» Фрэнсис Джефферс и вратарь «красных» Сандер Вестерфельд подрались между собой и были изгнаны с поля. К сожалению для Нильсена, «Ливерпуль» к тому моменту уже использовал все свои замены, а потому в ворота встал защитник Стив Стонтон, которому Нильсену пришлось отдать свой свитер, чтобы тот был отличим от полевых игроков.
В сентябре 2007 года Нильсен объявил о завершении карьеры, сообщив, что хочет сосредоточиться на подготовке к защите учёной степени по политологии. В марте 2008 он вновь вернулся в футбол.

## Достижения
- Лучший голкипер чемпионата Дании (1996)